# Санин, Олесь Геннадьевич
Оле́сь (Алекса́ндр) Генна́дьевич Са́нин (укр. Олесь (Олександр) Геннадійович Санін; род. 30 июля 1972, Камень-Каширский) — украинский кинорежиссёр, актёр, оператор, продюсер, музыкант и скульптор. Народный артист Украины (2024). Лауреат Государственной премии Украины имени Александра Довженко (2004) и Национальной премии Украины имени Тараса Шевченко (2025).

## Биография
Родился в городе Камень-Каширский Волынской области. Окончил Киевский национальный университет театра, кино и телевидения имени И. К. Карпенко-Карого, в 1993 году — актёрское отделение (мастерская Валентины Зимней), в 1998 году — курс режиссуры игрового фильма (мастерская Леонида Осыки). Проходил стажировку в Голландии и США. В 1994—2000 годах работал режиссёром, оператором, руководителем департамента фильмов и телепроектов в украинском представительстве международной корпорации Internews Network. Продюсер нескольких десятков документальных фильмов (производство Internews Network, Canal +, Канал «1+1», НТВ, ТНТ, POLSAT, DALAS studio, IKON, PRO Helvecia т.п.).
Оператор и режиссёр ряда документальных и игровых короткометражных фильмов. Лауреат Государственной премии Украины имени Александра Довженко за фильм «Мамай» (2003), «Серебряной медали академии искусств Украины», «Серебряной медали им. братьев Люмьер». В 2003 году фильм «Мамай» Украина выдвинула на соискание премии Американской киноакадемии «Оскар».
Олесь Санин играет на бандуре, торбане, колёсной лире. Изготавливает музыкальные инструменты. Под псевдонимом Олесь Смык (укр. Олесь Смик) является членом Киевского кобзарского цеха.

## Фильмография

### Художественные фильмы
- 1995 — Атентат: Осеннее убийство в Мюнхене (актёр)
- 2003 — Мамай (режиссёр, автор сценария, актёр)
- 2012 — Матч (второй режиссёр)
- 2013 — Поводырь (режиссёр, сценарист)
- 2021 — Довбуш (режиссёр)

### Документальные фильмы
- 1994 — Матінка Надія
- 1994 — Буря
- 1995 — Зимно
- 1996 — Пустинь
- 1998 — Танок моржа (у співавторстві)
- 1999 — Нація. Лемки
- 1999 — Нація. Євреї
- 1999 — Гріх
- 2000 — Різдво, або як гуцули кінця світу чекали
- 2001 — Акварель
- 2005 — День сьомий (режиссёр-постановщик) — фильм об «оранжевой революции»[3]
- 2007 — Перебіжчик (в соавторстве с Марком Джонатаном Харрисом[англ.])

## Награды
- 18 августа 2004 – Государственная премия Украины имени Александра Довженко — за выдающийся творческий вклад в создание полнометражного художественного фильма „Мамай“» (в составе коллектива)[8]
- 23 августа 2014 — Заслуженный артист Украины — за значительный личный вклад в государственное строительство, социально-экономическое, научно-техническое, культурно-образовательное развитие Украины, весомые трудовые достижения и высокий профессионализм[9]
- 13 сентября 2024 — Народный артист Украины — за значительный личный вклад в развитие киноискусства, весомые творческие достижения, высокое профессиональное мастерство и по случаю Дня украинского кино[10]
- 5 марта 2025 — Национальная премия Украины имени Тараса Шевченко — за полнометражный игровой фильм «Довбуш»[11]